# 獅子の分け前

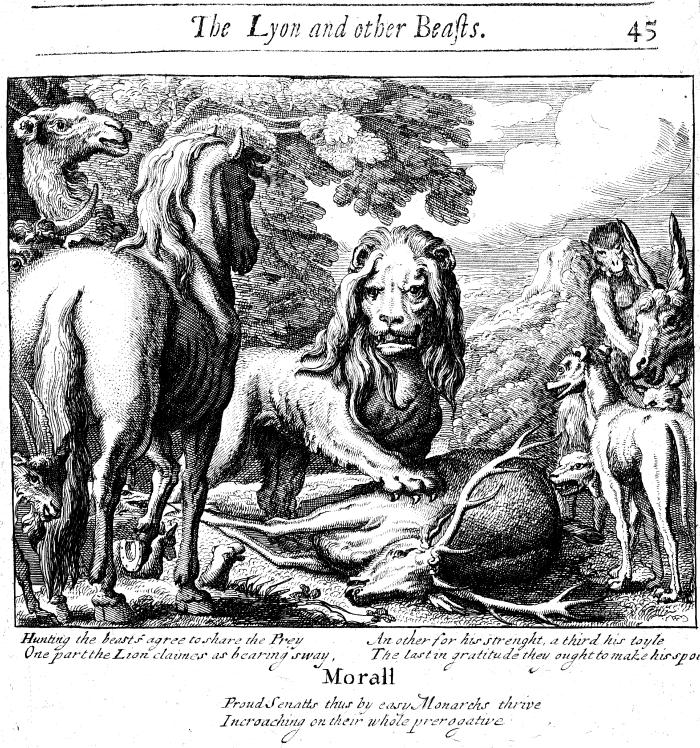
獅子の分け前

「獅子の分け前」（ししのわけまえ）はイソップ寓話の一つ。ペリー・インデックスでは339番。

## あらすじ
力の強いライオンと足の速いロバが共同で狩りにでかける。ライオンは獲物を3つに分配し、第一は百獣の王である自分が取る。第二は共同者のひとりである自分が取る。第三についてはロバが逃げないと大変なことになるぞ、と脅す。

## 教訓
自分より力の強いものと共同で仕事を行ってはならない、という教訓になっている。

## 伝承
1世紀のパエドルスによるラテン語韻文の『イソップ風寓話』では動物がライオン・牛・羊・ヤギの4頭になっているが、小堀桂一郎によるとライオン以外を草食動物にするという失敗を犯している。しかしロバ（バブリオス第67話では野ロバ）も草食である。

## 類似の話
ペリー・インデックス149番の話では、ライオンとロバの他にキツネが狩りに加わっている。ロバが獲物を三等分したところ、ライオンはこれに怒ってロバを食べてしまった。ライオンがキツネに再度分配を命ずると、キツネは大部分をライオンのものとして、自分はわずかな物を取っただけだった。今度は満足したライオンが、なぜこのように分けたのかと聞くと、キツネは答えた。「ロバの運命が、私にこの分けかたを教えてくれました。」身近な者の不運や災難は、人に分別（或いは処世の知恵）を与えるという教訓になっている。